# 川陈皮素
川陈皮素（也称为蜜橘黄素、川皮亭、5,6,7,8,3',4'-六甲氧基黄酮，3′,4′,5,6,7,8-Hexamethoxyflavone）是一种O-甲基化黄酮，分子式C21H22O8，存在于许多柑橘的果皮中。